# Zygmunt Wiehler

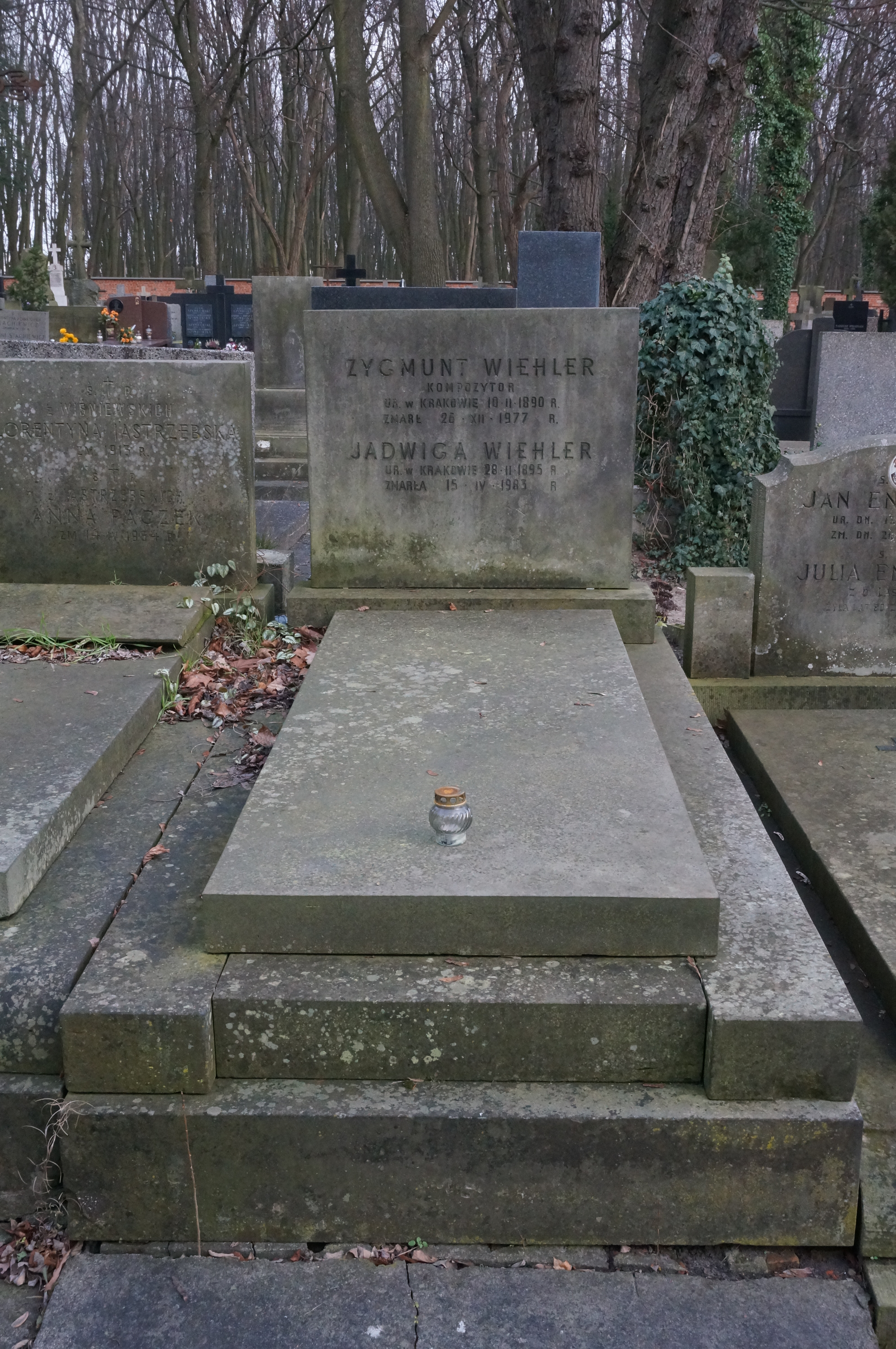
Grób Zygmunta Wiehlera na cmentarzu Powązkowskim

Zygmunt Wiehler (ur. 10 lutego 1890 w Krakowie, zm. 26 grudnia 1977 w Warszawie) – polski kompozytor i dyrygent.

## Życiorys
Syn Jana. W Krakowie studiował fortepian, kompozycję i dyrygenturę w Konserwatorium Towarzystwa Muzycznego. Od 1907 był związany z wieloma teatrami w całym kraju, współpracował także w latach 20. i 30. XX wieku jako kierownik muzyczny i dyrygent z niektórymi warszawskimi kabaretami: Qui Pro Quo, Perskie Oko, Morskie Oko. Komponował muzykę symfoniczną, chóralną, operetkową, wodewilową i baletową.
W latach 1935–1939 był kierownikiem muzycznym Baletu Parnella. W 1936 na igrzyskach olimpijskich w Berlinie otrzymał brązowy medal za muzykę baletową. W tym samym roku na Olimpiadzie Tanecznej w Berlinie otrzymał złoty medal i nagrody za cztery balety: Dożynki, Lajkonik krakowski, Umarł Maciek, umarł i Wesele łowickie. Po II wojnie światowej współpracował z teatrami Łodzi i Warszawy. Od końca lat 50. skoncentrował się wyłącznie na kompozycji.
W jego dorobku kompozytorskim jest ponad tysiąc piosenek, z których wiele stało się przebojami. Był także autorem muzyki filmowej.
Pochowany na cmentarzu Powązkowskim (kwatera 287-5-9).

## Ordery i odznaczenia
- Srebrny Krzyż Zasługi (22 lipca 1953)[6]

## Kompozycje

### Muzyka filmowa
- 1936: Ada! To nie wypada!
- 1937: Ułan księcia Józefa
- 1938: Testament profesora Wilczura
- 1939: Trzy serca
- 1939: O czym się nie mówi
- 1939: Złota Maska
- 1946: W chłopskie ręce
- 1953: Sprawa do załatwienia

### Piosenki
- Ada to nie wypada (sł. Jerzy Jurandot, wyk. Ada Biedrzyńska, Irena Santor, Sława Przybylska, Sami Swoi)
- Biały boston (sł. Andrzej Włast)
- Chcecie to wierzcie (sł. Jerzy Jurandot)
- Dulcynea (sł. Andrzej Włast)
- List zza oceanu (sł. Julian Tuwim)
- Maleńki znak (sł. Krystyna Wolińska, wyk. Irena Santor)
- Naucz mnie kochać (sł. Ludwik Starski)
- Nie kochać w taką noc to grzech (sł. Jerzy Jurandot)
- Niebieski walc (sł. Wiktor Krystian, wyk. Hanka Ordonówna, Mira Zimińska, Zula Pogorzelska)
- Nikt mnie nie rozumie tak jak ty (sł. Jerzy Jurandot, wyk. Aleksander Żabczyński)
- Pada śnieg
- Tomasz, skąd ty to masz (sł. Aleksander Orlan, wyk. Ludwik Sempoliński)
- Walca tańczy cały świat (sł. Ludwik Starski)